# Prix Pulitzer d'histoire

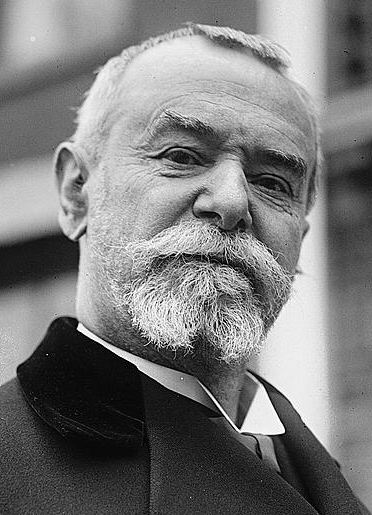
Jean Jules Jusserand, historien français et ambassadeur de France aux États-Unis de 1902 à 1925, reçoit le premier prix Pulitzer d'histoire en 1917.

Le prix Pulitzer d'histoire est une récompense littéraire créée en 1917, à l'initiative de Joseph Pulitzer, et décernée à l'auteur d'un livre remarquable et documenté de façon pertinente sur l'histoire des États-Unis publié l'année précédente. Ce prix est doté en 2017 d'une somme de 15 000 $ remise à l'auteur. Il est remis annuellement, à la discrétion du Pulitzer Prize Board.
Le premier lauréat est Jean Jules Jusserand, en 1917 qui est en outre l'unique auteur français distingué. Plusieurs figures de l'historiographie américaine ont reçu cette récompense, comme Richard Hofstadter, en 1956, Dumas Malone en 1975, ou encore Joseph Ellis, en 2001.

## Liste complète

### Années 1910
- 1917 : With Americans of Past and Present Days de Jean Jules Jusserand
  - Traduction française : En Amérique jadis et maintenant (Rédaction, Traduction et adaptation par l'auteur / Hachette et Cie, 1918)
- 1918 : A History of the Civil War, 1861-1865 de James Ford Rhodes
- 1919 : non attribué

### Années 1920
- 1920 : The War with Mexico de Justin H. Smith
- 1921 : The Victory at Sea de William Sims and Burton J. Hendrick

Traduction française "La Victoire sur mer. Le rôle de la marine américaine pendant la guerre" (Traduit par Henri Le Masson, avec une préface de Georges Lacour-Gayet / Payot, Collection de mémoires, études et documents pour servir à l'histoire de la guerre mondiale, 1925 / Pas d'ISBN)
- 1922 : The Founding of New England de James Truslow Adams
- 1923 : The Supreme Court in United States History de Charles Warren
- 1924 : The American Revolution: A Constitutional Interpretation de Charles Howard McIlwain
- 1925 : History of the American Frontier de Frederic L. Paxson
- 1926 : A History of the United States de Edward Channing
- 1927 : Pinckney's Treaty  de Samuel Flagg Bemis
- 1928 : Main Currents in American Thought  de Vernon Louis Parrington
- 1929 : The Organization and Administration of the Union Army, 1861-1865 de Fred Albert Shannon

### Années 1930
- 1930 : The War of Independence de Claude H. Van Tyne
- 1931 : The Coming of the War, 1914 de Bernadotte E. Schmitt
- 1932 : My Experiences in the World War de John Pershing
- 1933 : The Significance of Sections in American History de Frederick J. Turner
- 1934 : The People's Choice de Herbert Agar
- 1935 : The Colonial Period of American History de Charles McLean Andrews
- 1936 : A Constitutional History of the United States de Andrew C. McLaughlin
- 1937 : The Flowering of New England, 1815–1865 de Van Wyck Brooks
- 1938 : The Road to Reunion, 1865–1900 de Paul Herman Buck
- 1939 : A History of American Magazines de Frank Luther Mott

### Années 1940
- 1940 : Abraham Lincoln: The War Years de Carl Sandburg
- 1941 : The Atlantic Migration, 1607-1860 de Marcus Lee Hansen
- 1942 : Reveille in Washington, 1860–1865 de Margaret Leech
- 1943 : Paul Revere and the World He Lived In de Esther Forbes
- 1944 : The Growth of American Thought de Merle Curti
- 1945 : Unfinished Business de Stephen Bonsal
- 1946 : The Age of Jackson de Arthur Meier Schlesinger
- 1947 : Scientists Against Time de James Phinney Baxter III
- 1948 : Across the Wide Missouri de Bernard DeVoto
- 1949 : The Disruption of American Democracy de Roy Franklin Nichols

### Années 1950
- 1950 : Art and Life in America de Oliver Waterman Larkin
- 1951 : The Old Northwest, Pioneer Period 1815–1840 de Roscoe Carlyle Buley
- 1952 : The Uprooted de Oscar Handlin
- 1953 : The Era of Good Feelings de George Dangerfield
- 1954 : A Stillness at Appomattox de Bruce Catton
- 1955 : Great River: The Rio Grande in North American History de Paul Horgan
- 1956 : The Age of Reform de Richard Hofstadter
- 1957 : Russia Leaves the War: Soviet-American Relations, 1917–1920 de George F. Kennan
- 1958 : Banks and Politics in America de Bray Hammond
- 1959 : The Republican Era: 1869–1901 de Leonard D. White et Jean Schneider

### Années 1960
- 1960 : In the Days of McKinley de Margaret Leech
- 1961 : Between War and Peace: The Potsdam Conference de Herbert Feis
  - traduction française : Le marchandage de la paix. Potsdam, juillet 1945, traduit de l'anglais par René Bénezra, Max Roth et Magdeleine Paz, Arthaud, Clefs de l'aventure, clefs du savoir, 1963
- 1962 : The Triumphant Empire: Thunder-Clouds Gather in the West, 1763–1766 de Lawrence H. Gipson
- 1963 : Washington, Village and Capital, 1800-1878 de Constance McLaughlin Green
- 1964 : Puritan Village: The Formation of a New England Town de Sumner Chilton Powell
- 1965 : The Greenback Era, a social and political history of American finance, 1865-1879, by Irwin Unger de Irwin Unger
- 1966 : The Life of the Mind in America de Perry Miller
- 1967 : Exploration and Empire: The Explorer and the Scientist in the Winning of the American West de William H. Goetzmann
- 1968 : The Ideological Origins of the American Revolution de Bernard Bailyn
  - traduction française : Les origines idéologiques de la Révolution américaine, traduit par Ludovic Bourniche, Belin, Littérature et politique, 2010  (ISBN 978-2-7011-4358-3)
- 1969 : Origins of the Fifth Amendment de Leonard W. Levy

### Années 1970
- 1970 : Present at the Creation: My Years in the State Department de Dean Acheson
- 1971 : Roosevelt: The Soldier Of Freedom  de James MacGregor Burns
- 1972 : Neither Black nor White de Carl N. Degler
- 1973 : People of Paradox: An Inquiry Concerning the Origins of American Civilization de Michael Kammen
- 1974 : The Americans: The Democratic Experience de Daniel J. Boorstin

Traduction française dans : "Histoire des Américains" (Traduit par Yves Lemeunier, Marcel Blanc, Hélène Christol... et al., complément par Jean Heffer / Robert Laffont, Bouquins, 1991 /  (ISBN 2-221-06798-3) / Cet ouvrage contient "L'aventure coloniale", "Naissance d'une nation" et "L'expérience démocratique"
- 1975 : Jefferson and His Time de Dumas Malone
- 1976 : Lamy of Santa Fe de Paul Horgan
- 1977 : The Impending Crisis, 1848–1861 de David M. Potter (complété et édité par Don E. Fehrenbacher)
- 1978 : The Visible Hand: The Managerial Revolution in American Business de Alfred Chandler

Traduction française : "La Main visible des managers. Une analyse historique" (Traduit par Frédéric Langer ; préface de Jean-Michel Saussois / Economica, 1988 /  (ISBN 2-7178-1691-7)
- 1979 : The Dred Scott Case: Its Significance in American Law and Politics de Don E. Fehrenbacher

### Années 1980
- 1980 : Been in the Storm So Long de Leon F. Litwack
- 1981 : American Education: The National Experience, 1783-1876 de Lawrence A. Cremin
- 1982 : Mary Chesnut's Civil War de C. Vann Woodward
- 1983 : The Transformation of Virginia, 1740-1790 de Rhys L. Isaac
- 1984 : non attribué
- 1985 : Prophets of Regulation de Thomas K. McCraw
- 1986 : ...The Heavens and the Earth: A Political History of the Space Age de Walter A. McDougall
- 1987 : Voyagers to the West: A Passage in the Peopling of America on the Eve of the Revolution de Bernard Bailyn
- 1988 : The Launching of Modern American Science, 1846–1876 de Robert V. Bruce
- 1989 : Battle Cry of Freedom: The Civil War Era de James M. McPherson
- 1989 : Parting the Waters: America in the King Years 1954–1963 de Taylor Branch

### Années 1990
- 1990 : In Our Image: America's Empire in the Philippines de Stanley Karnow
- 1991 : A Midwife's Tale de Laurel Thatcher Ulrich
- 1992 : The Fate of Liberty: Abraham Lincoln and Civil Liberties de Mark E. Neely Jr.
- 1993 : The Radicalism of the American Revolution de Gordon S. Wood
- 1994 : non attribué
- 1995 : No Ordinary Time: Franklin and Eleanor Roosevelt: The Home Front in World War II de Doris Kearns Goodwin
- 1996 : William Cooper's Town: Power and Persuasion on the Frontier of the Early American Republic de Alan Taylor
- 1997 : Original Meanings: Politics and Ideas in the Making of the Constitution de Jack N. Rakove
- 1998 : Summer for the Gods: The Scopes Trial and America's Continuing Debate Over Science and Religion de Edward J. Larson
- 1999 : Gotham: A History of New York City to 1898 de Edwin G. Burrows et Mike Wallace

### Années 2000
- 2000 : Freedom from Fear: The American People in Depression and War, 1929-1945 de David M. Kennedy
- 2001 : Founding Brothers: The Revolutionary Generation de Joseph J. Ellis
- 2002 : The Metaphysical Club: A Story of Ideas in America de Louis Menand
- 2003 : An Army at Dawn: The War in North Africa 1942–1943 de Rick Atkinson
- 2004 : A Nation Under Our Feet de Steven Hahn
- 2005 : Washington's Crossing de David Hackett Fischer
- 2006 : Polio: An American Story de David Oshinsky
- 2007 : The Race Beat de Gene Roberts and Hank Klibanoff
- 2008 : What Hath God Wrought: The Transformation of America, 1815-1848 de Daniel Walker Howe
- 2009 : The Hemingses of Monticello: An American Family de Annette Gordon-Reed

### Années 2010
- 2010 :  Lords of Finance (en) de Liaquat Ahamed[3],

Traduction française : "Les seigneurs de la finance. La crise de 1929, les banquiers qui ont ruiné le monde" (Traduit par Gilles Berton et Raymond Clarinard, Plon, 2010 /  (ISBN 978-2-259-21093-5)
- 2011 : The Fiery Trial (en) de Eric Foner[4],
- 2012 :  Malcolm X: A Life of Reinvention (en) de Manning Marable[5],[6],

Traduction française : "Malcolm X. Une vie de réinventions, 1925-1965" (Traduit par Emmanuel Delgado Hoch, Patrick Le Tréhondat, Patrick Silberstein / Editions Syllepse, collection Radical America, 2014 /  (ISBN 978-2-84950-436-9)
- 2013 : Embers of War (en) de Fredrik Logevall[7],[8],
- 2014 : The Internal Enemy (en) d'Alan Taylor[9],[10]
- 2015 : Encounters at the Heart of the World (en) de Elizabeth A. Fenn[11],[12],
- 2016 : Custer's Trials (en) de T. J. Stiles (en)[13],[14],
- 2017 : Blood in the Water (book) (en) de Heather Ann Thompson[15],[16],
- 2018 : The Gulf: The Making of an American Sea de Jack E. Davis[17],[18],
- 2019 : Frederick Douglass: Prophet of Freedom (en) par David W. Blight[19],[20].

### Années 2020
- 2020 : Sweet Taste of Liberty: A True Story of Slavery and Restitution in America par W. Caleb McDaniel[21],[22],
- 2021 : Franchise: The Golden Arches in Black America par Marcia Chatelain[23],
- 2022 : 2 livres primés :
  - Covered with Night: A Story of Murder and Indigenous Justice in Early America par Nicole Eustace[23],
  - Cuba: An American History par Ada Ferrer[23].
- 2023 : Freedom's Dominion: A Saga of White Resistance to Federal Power par Jefferson Cowie
- 2024 : No Right to an Honest Living: The Struggles of Boston’s Black Workers in the Civil War Era par Jacqueline Jones